# سيمون زولر
سيمون زولر (بالألمانية: Simon Zoller)‏ (26 يونيو 1991 بفريدريشسهافن في ألمانيا - ) هو لاعب كرة قدم ألماني في مركز الهجوم. لعب مع نادي كارلسروه ونادي كايزرسلاوترن ونادي كولن ونادي أوسنابروك ونادي كارلسروه 2 ‏.

## روابط خارجية
- سيمون زولر على موقع قاعدة بيانات كرة القدم.إي يو (الإنجليزية)
- سيمون زولر على موقع بيانات كرة القدم. دي إي (الألمانية)
- سيمون زولر على موقع Soccerway.com (الإنجليزية)
- سيمون زولر على موقع عالم كرة القدم.نت (الإنجليزية)
- سيمون زولر على موقع AS.com (الإسبانية)